# Pau-de-águila

Aquilária

Pau-de-águila (em inglês: Agarwood ou aloeswood) é uma madeira resinosa escura e perfumada usada em incenso e perfume, sendo um dos gêneros da Aquilaria (da família das Thymelaeaceae). Sem infecção, é uma madeira normal, inodora, mas quando é infectada por bolor, a árvore produz uma resina aromática escura, chamada aloes ou ágar.
Na atualidade, a madeira de ágar tem o seu valor maior que o ouro e além de ser usado no setor de cosméticos e perfumaria, também é utilizado na medicina, pois é um ótimo analgésico. Uma das principais razões para o alto custo é o seu esgotamento nas florestas naturais.

## História
Sua utilidade como aromatizante já era conhecida desde o século VI, quando cidades da China e Japão utilizavam a madeira para perfumarem suas ruas. Somente no século XVI ocorreu o comércio mundial da madeira como produto de exportação, saindo de países da Ásia, principalmente de províncias onde hoje se encontra o Vietnã, para diversas rotas existentes na época.

## Hong Kong
O pau-de-águila infectado produz um cheiro terroso e pungente que originou o nome da cidade de Hong Kong. O porto da cidade, no período colonial, era o início da rota de exportação da madeira e por isso tinha um cheiro forte do produto, que com o tempo passou a ser conhecido por "porto perfumado", que em cantonês é "trầm hương" (romanização do cantonês; "hēunggóng").